# Farfalle colorate
Farfalle colorate è un singolo della cantautrice italiana Giordana Angi, pubblicato il 16 luglio 2021 come quarto estratto dal terzo album in studio Mi muovo.

## Video musicale
Il videoclip, diretto da Jacopo Marchini, è stato pubblicato in concomitanza con l'uscita del singolo sul canale YouTube dell'artista. 